# Wahlenbergia sonderi
Wahlenbergia sonderi är en klockväxtart som beskrevs av Thomas G. Lammers. Wahlenbergia sonderi ingår i släktet Wahlenbergia och familjen klockväxter. Inga underarter finns listade i Catalogue of Life.